# Nadleśnictwo Trzcianka
Nadleśnictwo Trzcianka – jednostka organizacyjna Lasów Państwowych podległa Regionalnej Dyrekcji Lasów Państwowych w Pile.

## Charakterystyka
Powierzchnia obszaru zarządzanego przez nadleśnictwo wynosi 46,9 tys. ha, z czego 22.460 tys. ha powierzchni stanowią lasy. Lesistość pozostaje na poziomie 43%. Nadleśnictwo Trzcianka znajduje się w północno-zachodniej części województwa wielkopolskiego, w powiecie czarnkowsko-trzcianeckim w gminie Trzcianka, gminie Czarnków, gminie Wieleń, na terenie Pojezierza Wałeckiego, które na południu przechodzi w sandrową równinę nachyloną ku dolinie Noteci. W skład nadleśnictwa wchodzi 12 leśnictw.
Średni wiek drzewostanów w Nadleśnictwie Trzcianka wynosi 55 lat. Gatunkiem panującym jest sosna zwyczajna, która zajmuje blisko 88% powierzchni. Pozostałe gatunki występujące to olsza czarna, brzoza brodawkowata, buk zwyczajny, dąb szypułkowy i bezszypułkowy oraz świerk pospolity. Gleby pod lasami to w głównej mierze piaski wodnolodowcowe (76%), dobry biotop dla borów. Lokalnie, spod opoki sandrowej, wychodzą fragmenty żyźniejszych gleb morenowych, gdzie występują lasy mieszane i buczyny. Na terenie nadleśnictwa rosną pomniki przyrody: Buki Graniczne i dąb Wojtek (400 lat). Dla turystów wyznakowano ścieżkę dydaktyczną "Nad Bukówką".
Występują tu ptaki: kania ruda, rybołów, orlik krzykliwy i bocian czarny.

## Leśnictwa
Leśnictwa:
Jeziorki,
Jędrzejewo,
Karcze,
Kochanówka,
Lipinki,
Ogorzałe,
Pańska Łaska,
Radosiew,
Rychlik,
Średnica,
Teresa,
Wrząca.